# ريبنيتس-دامغارتن
ريبنيتز دامغارتن (بالألمانية: Ribnitz-Damgarten) هي بلدة ألمانية تقع في ألمانيا في ريبنيتس-دامغارتن. يقدر عدد سكانها بـ 16,608 نسمة .

## المدن التوأمة
مدن بوكستهوده و Sławno هي مدن توأمة لـريبنيتز دامغارتن.

## أعلام
- آن هوبنجر